# Папужець сизий
Папужець сизий (Psittacula exsul) — вимерлий птах родини Psittaculidae. Вперше згадується гугенотом Франсуа Лега в 1708 році, описаний Альфредом Ньютоном в 1872 році. Мешкав на острові Родригес (Маскаренські острови). Вважається вимерлим з 1875 року.

## Зовнішній вигляд
Був завдовжки 40 см. Відрізнявся синювато-сірим забарвленням. Самці мали характерне для кільчастих папуг чорне «намисто». Ранні дослідники згадують про червоне пір'я в плечовій області.